# 慈城駅 (慈江道)
慈城駅（チャソンえき）は朝鮮民主主義人民共和国慈江道慈城郡に位置する朝鮮民主主義人民共和国鉄道省北部内陸線の駅である。